# Abby Dalton
Abby Dalton, született Gladys Marlene Wasden (Las Vegas, Nevada, 1932. augusztus 15. – Los Angeles, Kalifornia, 2020. november 23.) amerikai színésznő.

## Fontosabb filmjei
Mozifilmek
- Rock All Night (1957)
- The Saga of the Viking Women and Their Voyage to the Waters of the Great Sea Serpent (1957)
- Cole Younger, Gunfighter (1958)
- Girls on the Loose (1958)
- Stakeout on Dope Street (1958)
- Buffalo Bill visszatér (The Plainsman) (1966)
- Joey és a bálna A Whale of a Tale () (1976)
- Roller Blade Warriors: Taken by Force (1989)
- A menekülés (Cyber Tracker) (1994)
- Buck and the Magic Bracelet (1998)
- Prank (2008)

Tv-sorozatok
- Hennesey (1959–1962, 95 epizódban)
- The Joey Bishop Show (1962–1965, 90 epizódban)
- Love, American Style (1970–1974, hérom epizódban)
- Falcon Crest (1981–1986, 98 epizódban)
- Szerelemhajó (The Love Boat) (1983–1984, két epizódban)
- Gyilkos sorok (Murder, She Wrote) (1986, egy epizódban)
- L. A. Heat – Halálos páros (L.A. Heat) (1997, egy epizódban)